# 芝加哥美食节

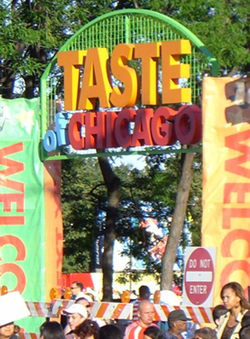
芝加哥美食节会场入口之一

芝加哥美食节（Taste of Chicago），号称世界上“最大的美食节”，每年盛夏在芝加哥的湖畔举行。美食节前后持续十天，有来自世界各地的游客络绎不绝地来到芝加哥湖畔的格兰特公园品尝丰盛的美食。
芝加哥美食节开始于1980年。在美国独立日的那一天，一组餐饮业主为庆祝芝加哥的饮食文化，在有着“壮丽大道”之称的密歇根大道上组织了一场别开生面的美食秀。这次活动取得了空前的成功，从此开启了一年一度的包括美食、音乐、还有家庭娱乐活动的芝加哥美食节。
美食节通常在美国国庆日前一周拉开帷幕，每年都吸引几百万不同国籍、种族，当然还有不同胃口的美食爱好者前来大快朵颐。